# Liste de parcs éoliens offshore en Allemagne

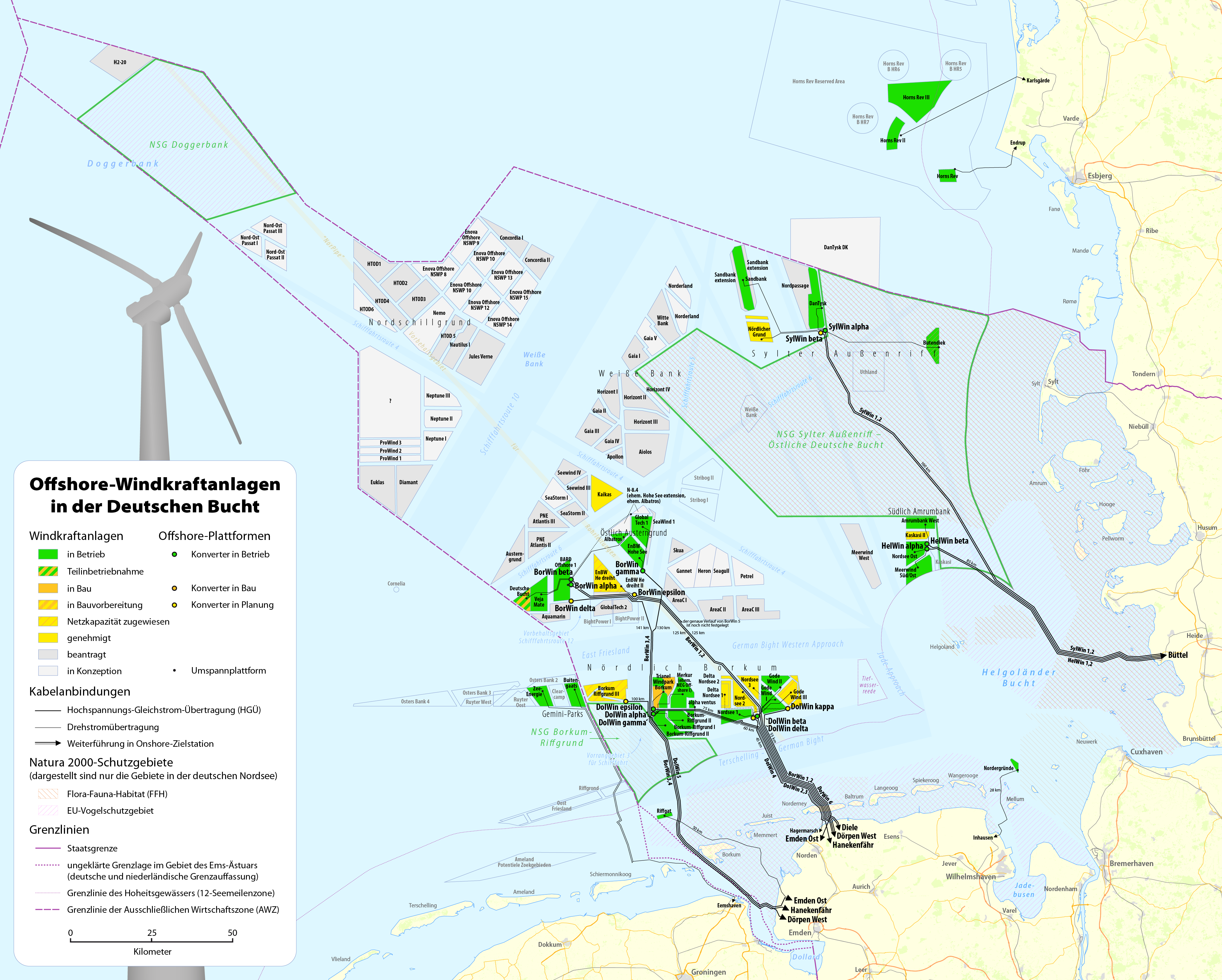
Parcs éoliens offshore dans la baie Allemande.

Le tableau ci après présente la liste des principaux parcs éoliens offshore en Allemagne.
| Site                    | Situation                   | Année de construction           | Puissance totale installée (MW) | Nombre de turbines | Puissance unitaire (MW) | Type de turbine        | Diamètre de la turbine (m) | Profondeur (m) | Distance de la côte (km) | Notes |
| BARD Offshore 1         | Au nord de l' île de Borkum | 2012                            | 400                             | 80                 | 5                       | BARD 5.0               |                            | 40             | 90                       |       |
| Alpha Ventus            | Au nord de l' île de Borkum | 2010                            | 60                              | 12                 | 5                       | Areva M5000 REpower 5M |                            | 28             | 56                       |       |
| Baltic 1                | Fischland-Darss-Zingst      | 2011                            | 48                              | 12                 | 4                       | Siemens SWT 2.3-93     | 93                         | 20             | 16                       |       |
| Hooksiel                | Frise                       | 2008                            | 5                               | 1                  | 5                       | Bard 5.0               |                            | 20             | 0.5                      |       |
| Breitling               |                             | 2006                            | 2.5                             | 1                  | 2.5                     | Nordex N90             | 90                         | 5              | 0.4                      |       |
| Ems Emden               | Emden                       | 2004                            | 4.5                             | 1                  | 4.5                     | Enercon E-112          | 112                        | 3              | 0.6                      |       |
| Global Tech I           | Mer du Nord                 | 2014 (en cours de construction) | 400                             | 80                 | 5                       | Areva M5000            | 116                        |                | 110                      |       |
| Trianel Windpark Borkum | Mer du Nord                 | 2014 (en cours de construction) | 200                             | 40                 | 5                       | Areva M5000            | 116                        |                | 45 km de l'île de Borkum |       |